# 1992년 동계 올림픽 독일 선수단
1992년 동계 올림픽 독일 선수단은 1992년 2월 8일부터 2월 23일까지 프랑스 알베르빌에서 열린 1992년 동계 올림픽에 참가한 올림픽 독일 선수단이다. 
이 대회는 독일 선수단이 1990년에 일어난 동서독 통일 이후에 처음으로 참가한 동계 올림픽이기도 하다.

## 메달 집계

### 종목별 메달 획득 현황
| 종목 | 1  | 2  | 3 | 합계 |
| 합계 | 10 | 10 | 6 | 26   |

### 메달리스트
| 메달 | 이름 | 종목 | 세부 종목 | 날짜 (현지시간 기준) |
| ---- | ---- | ---- | --------- | -------------------- |